# Kernel Nutt in Mexico
Kernel Nutt in Mexico è un cortometraggio muto del 1916. Il nome del regista non viene riportato nei credit del film.
Quinto episodio della serie Vitagraph Kernel Nutt

## Produzione
Il film fu prodotto dalla Vitagraph Company of America.

## Distribuzione
Distribuito dalla V-L-S-E, il film - un cortometraggio in una bobina - uscì nelle sale cinematografiche statunitensi il 12 giugno 1916.